# Ibáñez: el mestre de la historieta
Ibáñez. El mestre de la historieta és un llibre d'assaig dedicat a l'historietista català Francisco Ibáñez, publicat pel segell Bruguera del grup editorial Penguin Random House el 21 de setembre de 2023.
Està escrit pel periodista i crític de còmic Jordi Canyissà.
El volum consta de 192 pàgines, abundantment il·lustrades amb vinyetes i pàgines d'Ibáñez, bona part d'elles escanejades directament dels seus originals a tinta o llapis. És la primera vegada que un llibre publica tant de material original de l'historietista.
En declaracions del mateix autor, aquest llibre sobre Francisco Ibáñez és «un modest intent com a mínim de prestigiar la seva obra, d'ensenyar-la d'una altra forma, de veure aquests originals com en un catàleg d'una exposició». «Vaig voler fer l'exercici d'aïllar una vinyeta o una petita seqüència de vinyetes per a explicar-li al lector les claus d'aquesta imatge, els mecanismes que utilitza», explica a la revista literària Zenda.
En els tres primers blocs del llibre s'analitzen qüestions relatives a l'estil gràfic i narratiu de l'obra de Francisco Ibáñez: el dibuix, l'humor i la narrativa. Cada apartat conté un text d'introducció seguit diverses pàgines amb exemples gràfics breument comentats. Pel periodista del diari Ara Xavi Serra, el llibre és «un singular homenatge al pare de Mortadel·lo i, al mateix temps, una anàlisi reflexiva i entenedora dels mecanismes de la seva obra».
El quart i últim bloc conté declaracions inèdites de representants del món de la cultura i de la comunicació sobre Francisco Ibáñez així com pàgines realitzades expressament per al llibre i que reten homenatge a les seves historietes a través de versions de les seves historietes i portades o a través d'il·lustracions que recreen algunes de les seves sèries, com per exemple Mortadel·lo i Filemó, Rompetechos o 13 Rue del Percebe. Aquí hi col·laboren artistes com Paco Roca, Jan, Ana Penyas, Pilarín Bayés, Nadia Hafid, Lorenzo Montatore, Kim, JL Martín o Raquel Gu.
Segons l'autor, aquest assaig «dedicat a Ibáñez és un pas més en aquesta idea de buscar un nou tipus de llibre que posi en valor el fons històric de Bruguera». En paraules del crític Fernando Díaz de Quijano aquest assaig és «un llibre en el qual s'analitza objectivament per què ens agrada tant el pare de Mortadel·lo i Filemó». Segons el blog especialitzat en còmics "Es la hora de las tortas" (ELHDLT), el llibre és «un dels tractats més precisos i complets sobre la seva figura [d'Ibáñez] des d'un punt de vista professional».

## Contingut del llibre
- Introducció: Per què ens agrada tant Ibáñez?
- El dibuix
- L'humor
- Les històries
- Els homenatges